# Noah Nasavský
Princ Noah Nasavský (Noah Etienne Guillaume Gabriel Matthias Xavier de Nassau; * 21. září 2007) je nejmladší dítě prince Louise Lucemburského a jeho ženy, Tessy Antony. Také je druhým vnoučetem velkovévody Henriho a velkovévodkyně Marie Teresy Lucemburské.

## Narození
Noah se narodil 21. září 2007 v Porodnici velkovévodkyně Charlotte.
Jeho otec se po svatbě vzdal svých dědických práv a práv všech svých dětí. Ačkoli si Louis ponechal svůj titul „princ Lucemburský“ a oslovení „Královská Výsost“, jeho manželce a synovi bylo původně dáno pouze příjmení de Nassau bez titulů.
Má jednoho staršího bratra, prince Gabriela Nasavského narozeného 12. března 2006.

### Křest
Byl pokřtěn jako Noah Etienne Guillaume Gabriel Matthias Xavier v římskokatolickém farním kostele v Gilsdorfu, ve stejném kostele, kde se oženili jeho rodiče a byl pokřtěn jeho starší bratr.
Jeho kmotry jsou Guillaume, dědičný velkovévoda Lucemburský, jeho strýc z otcovy strany a Patty Antony, jeho teta z matčiny strany.

### První přijímání
Dne 28. května 2016 přijal princ Noah Nasavský první svaté přijímání před členy své rodiny ve farním kostele Nommern. Ceremonii předsedal arcibiskup Jean-Claude Hollerich, mimo jiné i kaplan velkovévodského dvora.

## Tituly a oslovení
- 21. září 2007 - 23. června 2009: Noah de Nassau
- 23. června 2009 - současnost: Jeho královská Výsost princ Noah Nasavský, princ Bourbonsko-Parmský
- Nassau-Weilburg

Na lucemburský národní den 23. června 2009 velkovévoda Henri udělil Tessy Antony titul lucemburské princezny s oslovením Její královské Výsosti a titul prince Nasavského s oslovením Královské Výsosti jejich synům a budoucím dětem.